# فیر اوکس (شهرستان فرفکس، ویرجینیا)
فیر اوکس (به انگلیسی: Fair Oaks) یک منطقهٔ مسکونی در ایالات متحده آمریکا است که در شهرستان فرفکس، ویرجینیا واقع شده‌است. فیر اوکس ۱۳٫۱ کیلومتر مربع مساحت و ۳۰٬۲۲۳ نفر جمعیت دارد و ۱۲۸٫۰۲ متر بالاتر از سطح دریا واقع شده‌است.